# 寒武纪
| 寒武纪 541–485.4百万年前 PreЄ Є O S D C P T J K Pg N |                                 |
| 5亿年前寒武纪的世界海陆分布                          |                                 |
| 全時期平均大氣O 2含量                                | 约12.5 Vol % （为現代的63% ）   |
| 全時期平均大氣CO 2含量                               | 约4500 ppm （为前工業時期16倍） |
| 全時期平均地表溫度                                   | 约21℃ （高於現代7℃）            |
| 海平面（高於現代）                                   | 自30米稳定上升至90米            |

寒武纪（英語：Cambrian，符號 Ꞓ）是显生宙古生代的第一个纪，距今約5.388亿年前－4.854亿年前，始于埃迪卡拉纪末期灭绝事件，终于寒武纪—奥陶纪灭绝事件。寒武纪是生物化石开始在地层中被大量发现的地质时期，几乎所有的现生动物门都出现在被称为“寒武纪大爆发”的演化辐射事件。
寒武纪的名称来自于英国威尔士的古代地名“坎布里亚”（威尔士语的拉丁化拼写），因为被最早研究的寒武纪地层在威尔士；中文译名则源自旧时日本人使用汉字音读的音译名“寒武利亜紀”（日语： kanburiaki）
。

## 生物
地球上首次出现了一批具有坚硬物质的动物。虽然当时都是海生动物，但能自由游泳的动物不多见，大部分动物都生活在海底或靠近海底的地方。
寒武紀動物空前的繁榮昌盛，可謂動物演化史上的大爆炸。新產生的動物類群有一些在寒武紀末就已經消亡了，例如：古虫动物门。大多数動物類群都是在寒武紀出現的，包括人類所屬的脊索動物门。
生物群以海生无脊椎动物为主，特别是三叶虫、奇蝦、腕足动物、软舌螺和古杯动物，还有一些属于古生代演化动物群和现代演化动物群的动物也已经出现，但是占比太少，如珊瑚、腹足纲、单板纲、喙壳纲和一批原始软体动物。

## 图库

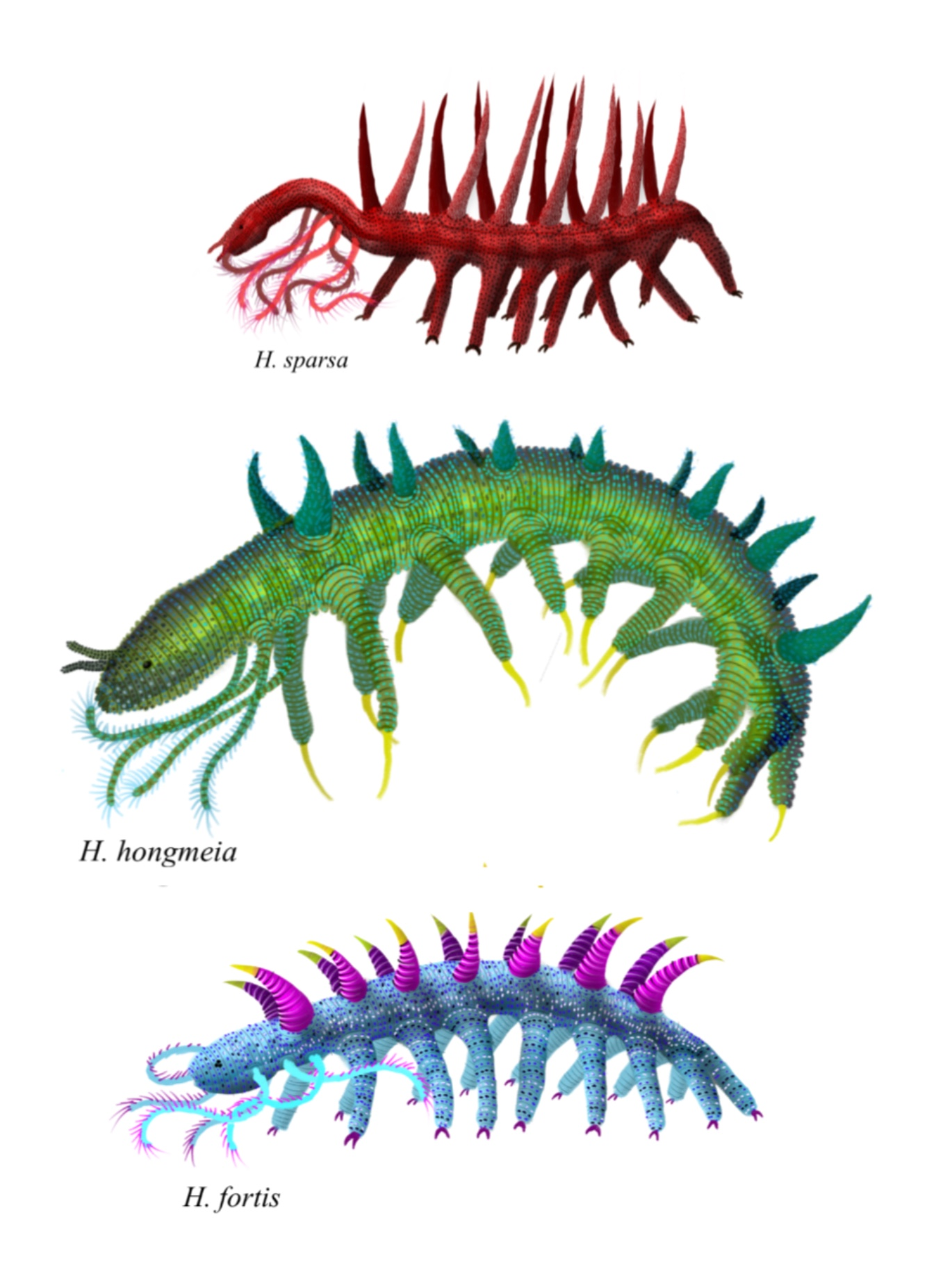
怪誕蟲可能是有爪動物門下早期的種类，圖為 H. sparsa 、 H. hongmeia 與 H. fortis 復原圖
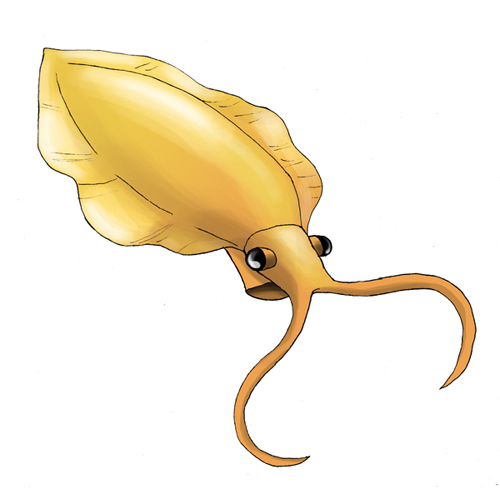
内克虾 Nectocaris，具有漏斗管以及两根触手的软体动物
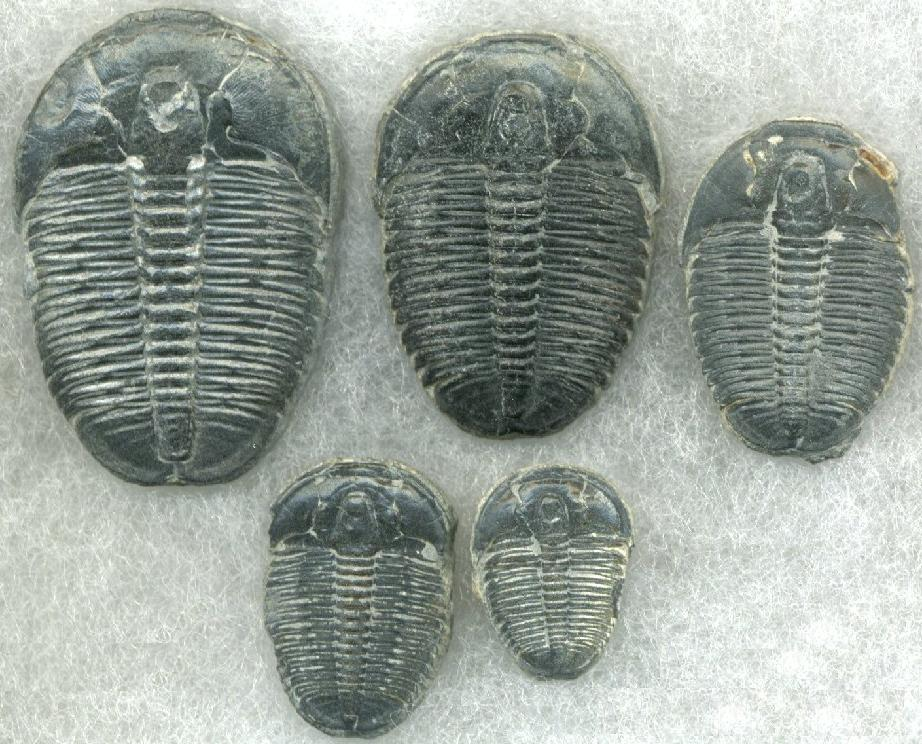
三叶虫在这期间很常见，图中为爱尔纳虫属的化石
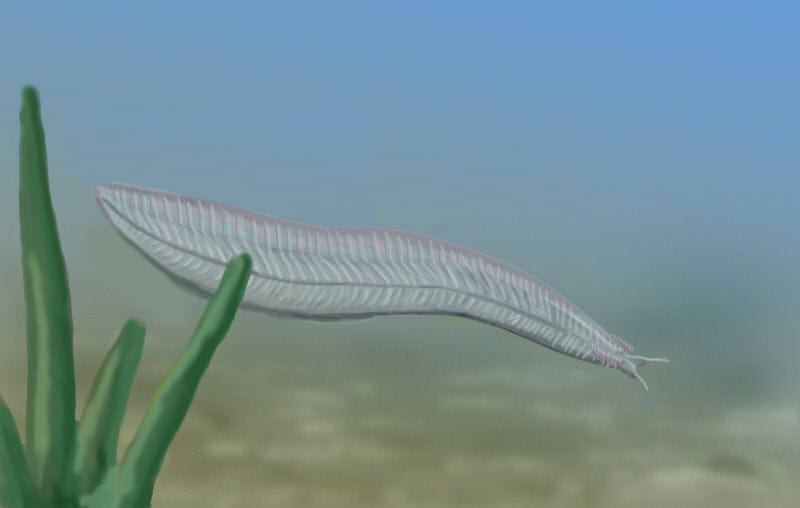
皮卡虫是来自伯吉斯頁岩的早期脊索动物
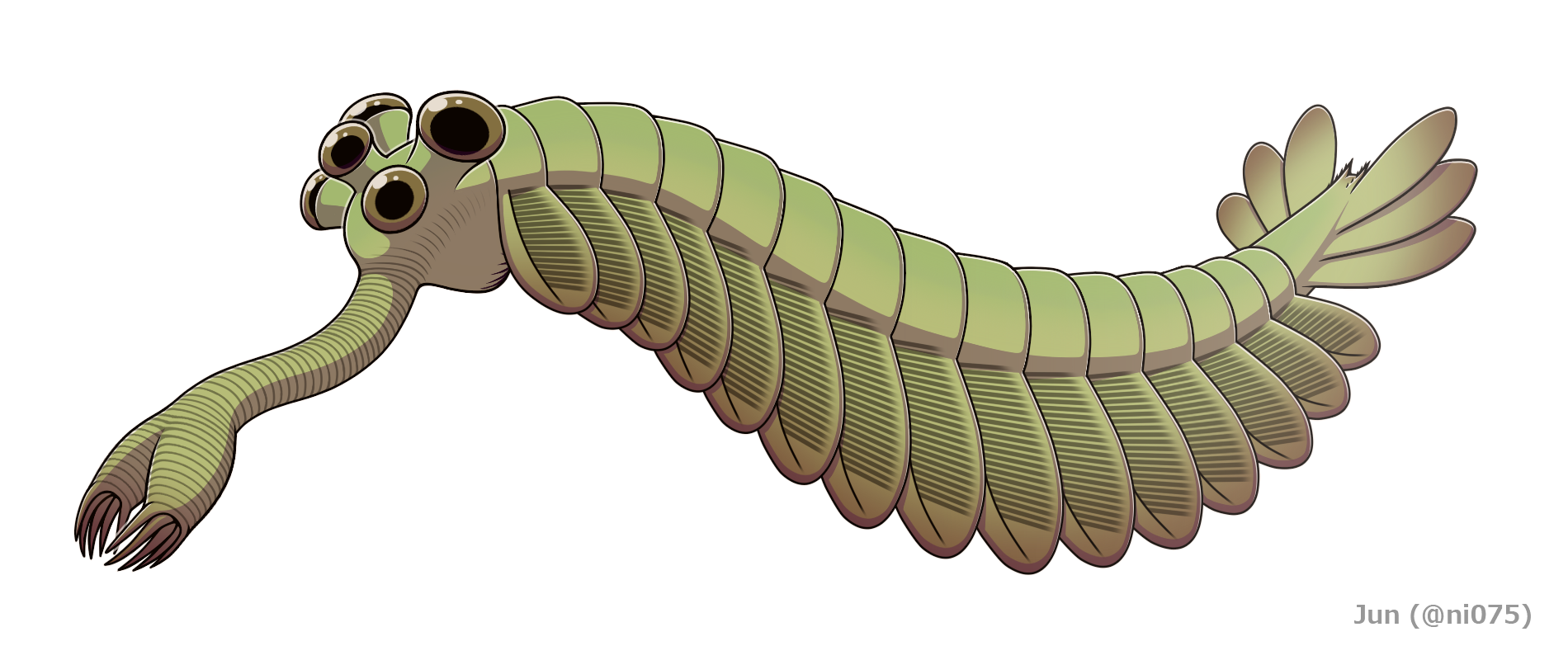
欧巴宾海蝎是一种具有五个复眼的奇虾类
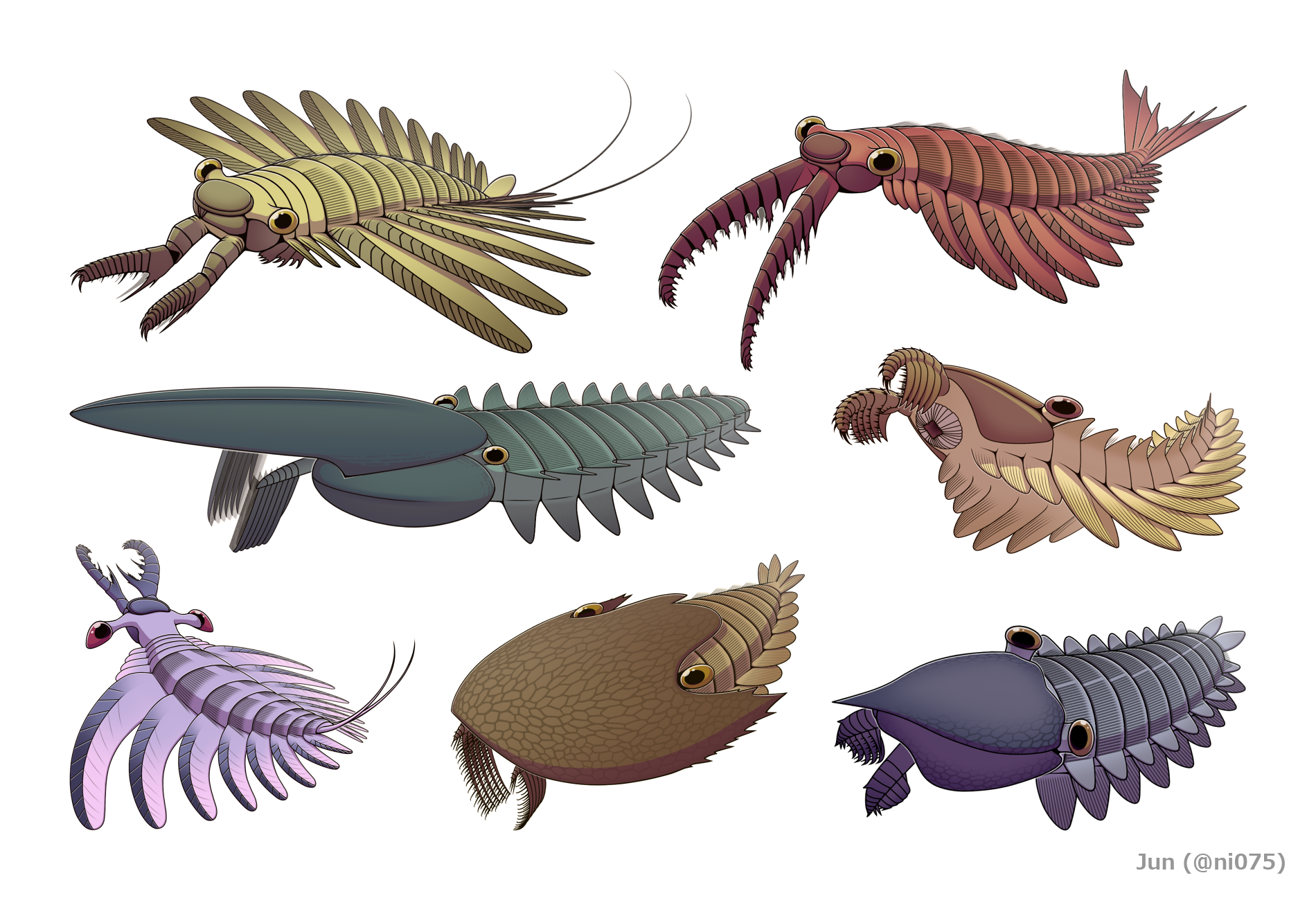
奇虾类是第一批海洋顶级捕食者
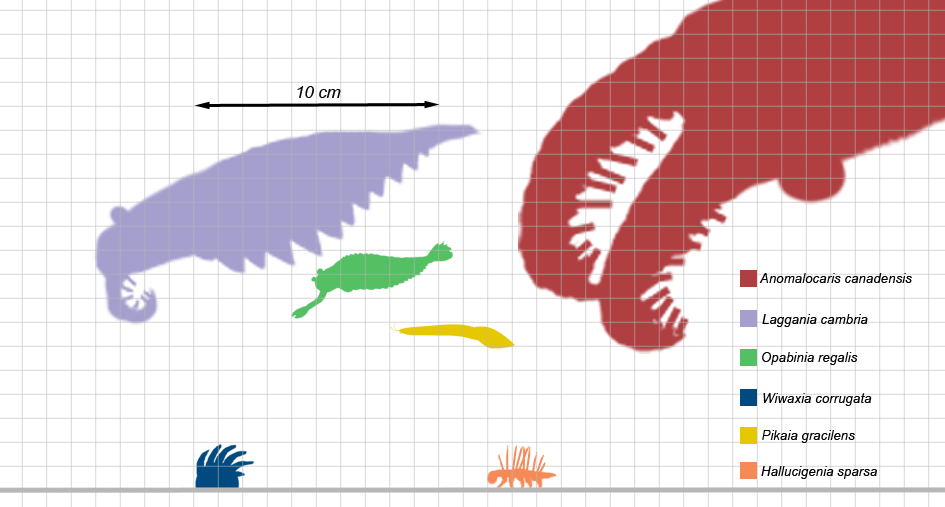
部分寒武纪动物物种的大小比较
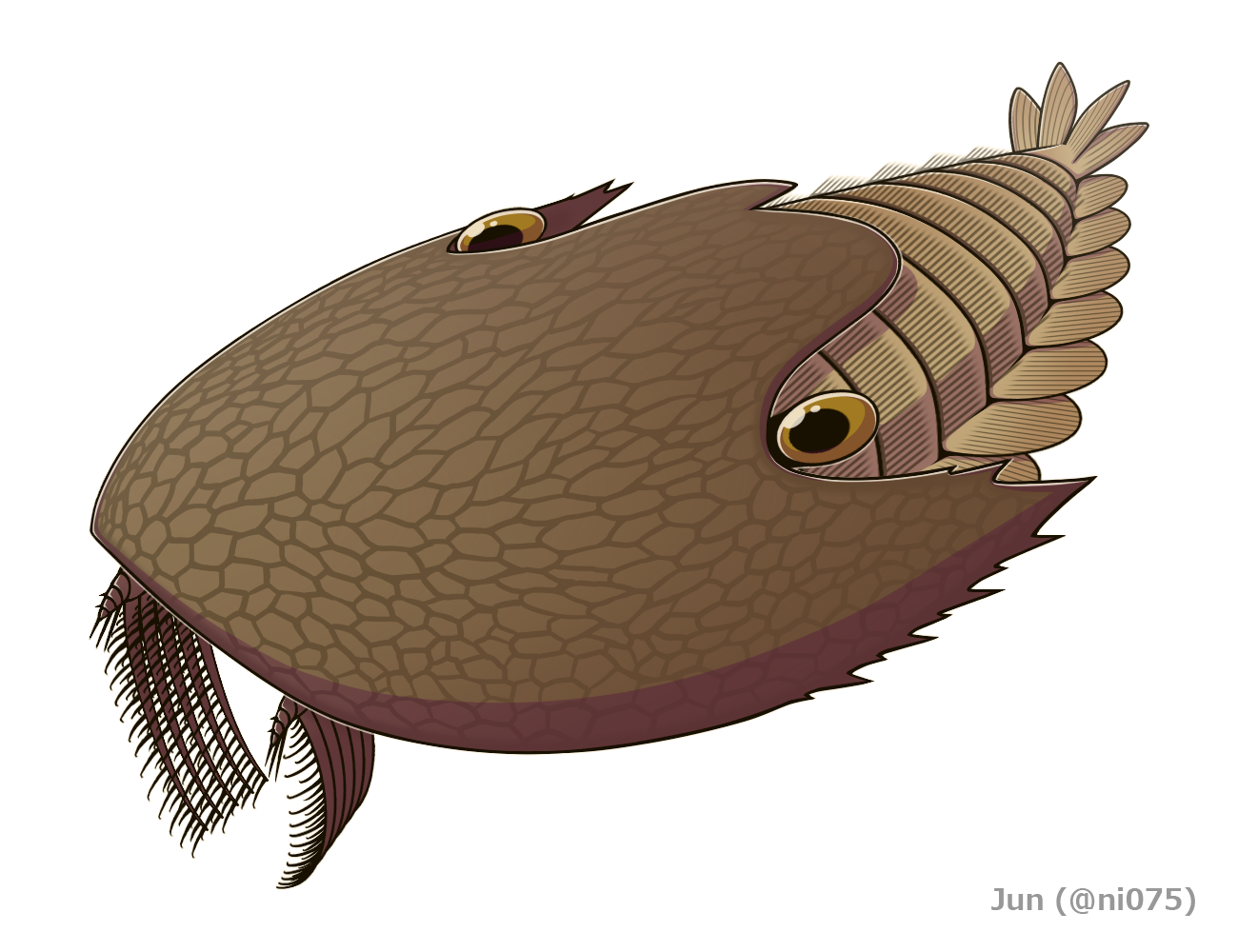
寒武耙虾属，是一种奇虾类
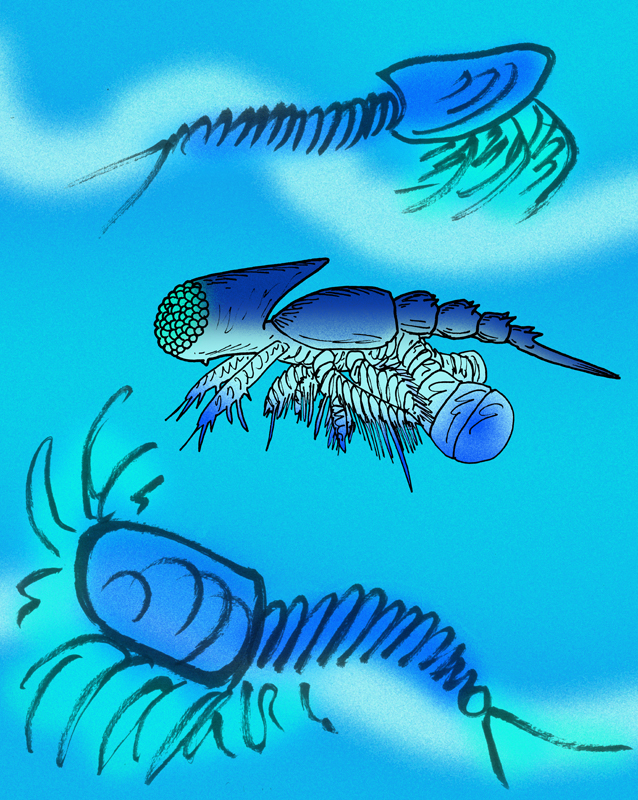
生存于寒武纪晚期的寒武厚桨虾科（英语：Cambropachycopidae），其外观特别怪异，是典型的奥斯坦型化石（英语：Orsten）。图为该科的模式属（英语：Cambropachycope）

## 气候
寒武紀初期似乎发生了一次全球变暖事件，因此淹沒了大片的低窪地，导致海平面较高，再加上潘诺西亚大陆正在分裂，形成了很長的海岸線；為新的物種誕生創造了極為有利的條件，因此產生了大量具有堅硬物质的動物，这类动物形成化石很容易，和前寒武纪时期的動物不同，寒武紀和之后的動物留下了大量化石。

## 古地理

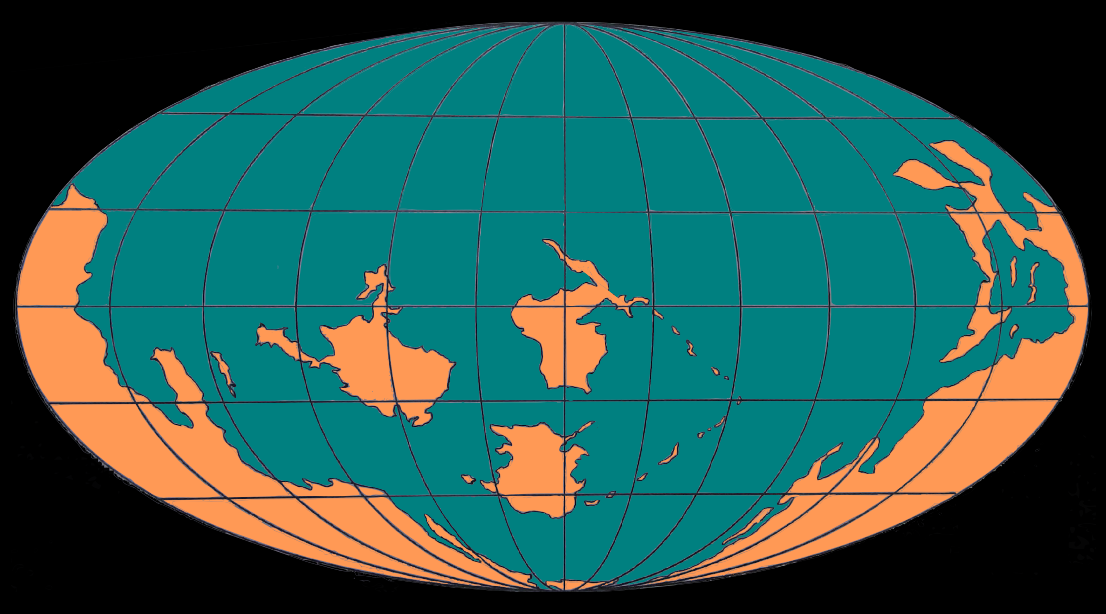
约5亿年前的全球地图

在寒武纪时期，潘诺西亚大陆已经分裂为一个主要的冈瓦纳大陆和三个较小的大陆：劳伦大陆（北美洲和格陵兰的部分地区），波罗的大陆和西伯利亚大陆。陆地主要聚集在南半球区域，但正在向北漂移。
劳伦大陆被巨神海与波罗的大陆和冈瓦纳大陆分开。托恩基斯特海位于波罗的大陆和阿瓦隆尼亚之间。汉特洋位于西伯利亚大陆和波罗的大陆之间。
寒武纪时期的冈瓦纳大陆主要包括以下地块：
- 1.经典的冈瓦纳大陆各区域：
  - 非洲
  - 南美洲
  - 印度次大陆
  - 马达加斯加
  - 澳大利亚大陆
  - 南极洲
  - 阿拉伯半岛
- 2.在寒武纪时期属于冈瓦纳大陆的地块：
  - 阿瓦隆尼亞大陸（中欧和西欧）
  - Armorica Terran Group（西欧和南欧的部分地区，属于匈奴超地体的一部分）
  - 塔里木地块
  - 华北克拉通
  - 扬子克拉通